# Stagg Music

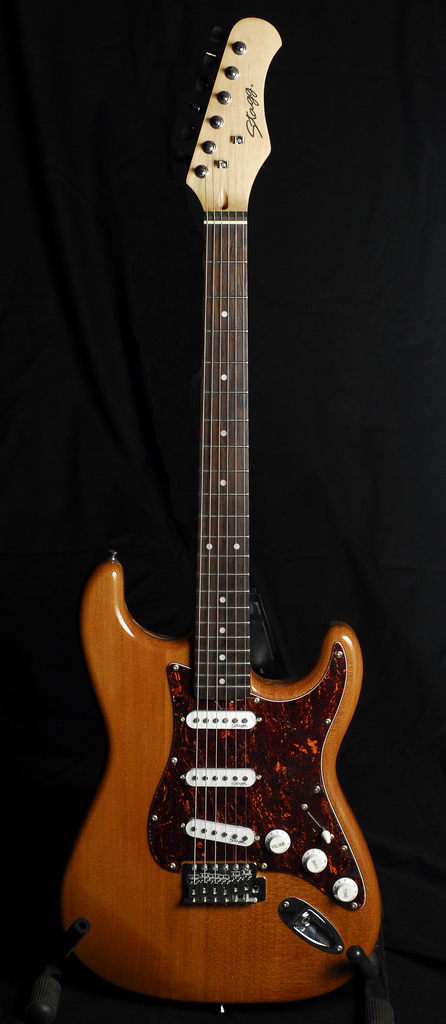
Una guitarra eléctrica Stagg

Stagg Music es una compañía belga de instrumentos musicales. Su sede se encuentra en Bruselas, Bélgica. Entre sus productos se encuentran: instrumentos acústicos, instrumentos eléctricos (guitarras, teclados, etc), instrumentos de percusión, armónicas, además de cables y accesorios de diferentes tipos.
Stagg Music a lo largo de su trayectoria se ha caracterizado por la elaboración de guitarras acústicas de tamaño parlor o escala 3/4, llegando a igualar las sonoridades y expansiones de sonido a la empresa reconocida Gibson en estas mismas escalas respectivamente. Si bien las maderas utilizadas en las elaboraciones de estas 2 marcas son similares, los demás componentes corresponden a cada empresa entre ellas las clavijas, cuerdas, tira-cuerdas, cápsulas, entre otros. Al igual que la empresa Fender estas tres marcas son las pioneras en la construcción de estas guitarras en estos tamaños ( Parlor y 3/4 ) llegando a ser utilizada por músicos reconocidos en diversos estilos como el Folk, Folk-rock, Blues, Blues-rock, Country, alternativo, experimental, musica del mundo, musica proveniente de Europa del este heavy metal y rock en sus variedades.